# Eure
Eure (27) es un departamento en el norte de Francia, uno de los cinco que integran desde el 1 de enero de 2016 la región de Normandía (hasta ese momento parte de la desaparecida región de Alta Normandía).

## Historia
Eure era uno de los 83 departamentos originarios creados durante la Revolución francesa el 4 de marzo de 1790 en aplicación de la ley del 22 de diciembre de 1789 a partir de una parte de la antigua provincia de Normandía.

## Geografía
- Eure es parte de la actual región de Normandía.
- Límites: al norte con Sena Marítimo, al este con Oise, Valle del Oise e Yvelines, al sur con Eure y Loir y Orne, y al oeste con Calvados. Además, en el noroeste tiene una costa de 3,5 km, la más corta de todos los departamentos costeros franceses y la única que no tiene ningún puerto.
- El departamento es una gran meseta arbolada cortada por los valles del río Sena y sus tributarios. Destacan los bosques de Lyons, Beaumont, Évreux, Ivry, Conches, y Breteuil (estos dos últimos de propiedad privada).
- La altitud varía desde el nivel del mar hasta los 257 m en Saint-Antonin-de-Sommaire.
- Ríos principales: Sena, Eure, Avre, Iton, Risle, Charentonne, Epte

## Demografía
| 1801    | 1831    | 1841    | 1851    | 1856    | 1861    | 1866    |
| ------- | ------- | ------- | ------- | ------- | ------- | ------- |
| 402.796 | 424.248 | 425.780 | 415.777 | 404.665 | 398.661 | 394.467 |
| 1872    | 1876    | 1881    | 1886    | 1891    | 1896    | 1901    |
| 377.874 | 373.629 | 364.291 | 358.829 | 349.471 | 340.652 | 334.781 |
| 1906    | 1911    | 1921    | 1926    | 1931    | 1936    | 1946    |
| 330.140 | 323.651 | 303.159 | 308.445 | 305.788 | 303.829 | 315.902 |
| 1954    | 1962    | 1968    | 1975    | 1982    | 1990    | 1999    |
| 332.514 | 361.943 | 383.385 | 422.952 | 462.323 | 513.818 | 541.054 |

Entre las ciudades más importantes se encuentran (datos del censo de 1999):
- Évreux: 51.198 habitantes, 60.108 en la aglomeración.
- Vernon: 24.056 habitantes, 31.366 en la aglomeración.
- Louviers: 18.328 habitantes, 39.401 en la aglomeración.

Otras poblaciones importantes son: Pont-Audemer (8.981 hab.), Gisors (10.882 hab.), Gaillon (6.861 hab.), Verneuil-sur-Avre (6.619 hab.) y Val-de-Reuil (13.245 hab., forma parte de la aglomeración de Louviers).

## Turismo
La abadía de Bec y el castillo Gaillard, cerca de Andelys, son importantes atracciones turísticas.